# Tacuna minensis
Tacuna minensis là một loài nhện trong họ Salticidae.
Loài này thuộc chi Tacuna. Tacuna minensis được María Elena Galiano miêu tả năm 1995.